# Najla Mangoush
Najla Mangoush o Najla El Mangoush (Trípoli o Bengasi) es una abogada y política libia, especializada en mediación en conflictos y transiciones y procesos de paz. Desde el 16 de marzo de 2021 es Ministra de Asuntos Exteriores de Libia en el Gobierno de Unidad Nacional de Abdul Hamid Dbeibé siendo la primera mujer en la historia de Libia en asumir el puesto y la cuarta en el mundo árabe.

## Biografía
Algunas fuentes consideran que su ciudad natal es Trípoli aunque se crio en Bengazi  y otras señalan que nació y se crio en Bengazi. Abogada de formación se graduó en la Facultad de Derecho de la Universidad de Bengazi en 1995 donde años más tarde realizó un maestría en Derecho Penal (2007-2009) donde también fue profesora.
Durante la revolución de 2011 fue miembro del Consejo Nacional de Transición de Libia, responsable de coordinar las ciudades libias que se oponían al régimen de Muamar al Gadafi. Actuó como jefa de la Unidad de Participación Pública, una organización de la sociedad civil que contribuyó a articular las voces independientes y formar a los responsables políticos desde un enfoque colaborativo no violento hacia la paz.
Logró una beca Fulbright y se graduó en el Centro para la Justicia y la Construcción de la Paz de la Universidad Eastern Mennonite, en Harrisonburg (2013-2015). y realizó una maestría en transformación de conflictos en la Universidad Eastern Ilinois,   antes de continuar su doctorado en la Escuela de Análisis y Resolución de Conflictos, con especialización en transiciones de guerra a paz y procesos de paz en la Universidad George Mason en Virginia.
Como experta en resolución de conflictos fue representante en Libia del Instituto para el United States Institute of Peace y también se ha desempeñado como Oficial de Programas para la Construcción de la Paz y el Derecho Tradicional en el Center for World Religions, Diplomacy and Conflict Resolution (CRDC) en la Universidad George Mason.
Ha desarrollado su carrera como investigadora independiente en cuestiones acerca de la transición a la paz en tiempos de guerra, mediación en conflictos, negociación política, derecho internacional y Justicia transicional.
Es miembro de diferentes organizaciones de la sociedad civil, entre ellas Mujeres Libias para la Paz (LWPP).

### Ministra de Asuntos Exteriores de Libia
El 16 de marzo de 2021 asumió el puesto de Ministra de Asuntos Exteriores en el Gobierno de Unión Nacional de transición de Abdul Hamid Dbeibé siendo la primera mujer en asumir este puesto en Libia y la cuarta ministra de exteriores en la historia del mundo árabe. Su predecesor oficial fue Mohamed Taher Siala en el cargo desde 2016 en el gobierno de Fayez Al-Sarrah reconocido por Naciones Unidas. También actuaba como Ministro de Asuntos Exteriores en el gobierno en rebelión de Tobruk liderado por Abdulah al Zani en el Este de Libia Mohammed Al-Dairi
El 6 de noviembre de 2021, el Consejo de Presidencia suspendió a Mangouch por haber seguido una política exterior sin coordinación con el Consejo. También se le prohibió viajar.
El 25 de febrero de 2022 condenó la invasión rusa de Ucrania como un ataque no provocado, pidió la retirada de las tropas y el fin de la guerra.
El 27 de agosto de 2023, tras la retransmisión de la reunión entre Najla Mangoush y el ministro israelí Eli Cohen, fue suspendida y se abrió una investigación en su contra.